# Pseudo-Scymnus
Pseudo-Scymnus este numele dat de către Augustus Meineke autorului necunoscut al unei lucrări privind geografia, scrisă în limba greacă veche, Circumnavigația Pământului, un verset periegesis anonim publicat pentru prima oară la Augsburg în 1600. Acesta a fost inițial atribuită lui Marcianus din Heraclea, apoi lui Scymnus din Chios, până când acest lucru a fost infirmat de Meineke (ediția, 1846).
Aceasta este dedicată regelui Nicomedes, cel mai probabil Nicomedes al IV-lea din Bitinia, care ar plasa compoziția sa în jurul anului 90 î.Hr.. Un rezumat geografic în versetul iambic, acesta are unele materiale valoroase despre coastele Spaniei, Liguriei, Mării Negre, datele privesc diferitele colonii grecești, precum și informații despre crobizi (trib dacic), umbri, celți, liburni și alte popoare.